# Dzień Pamięci Ofiar Represji Politycznych

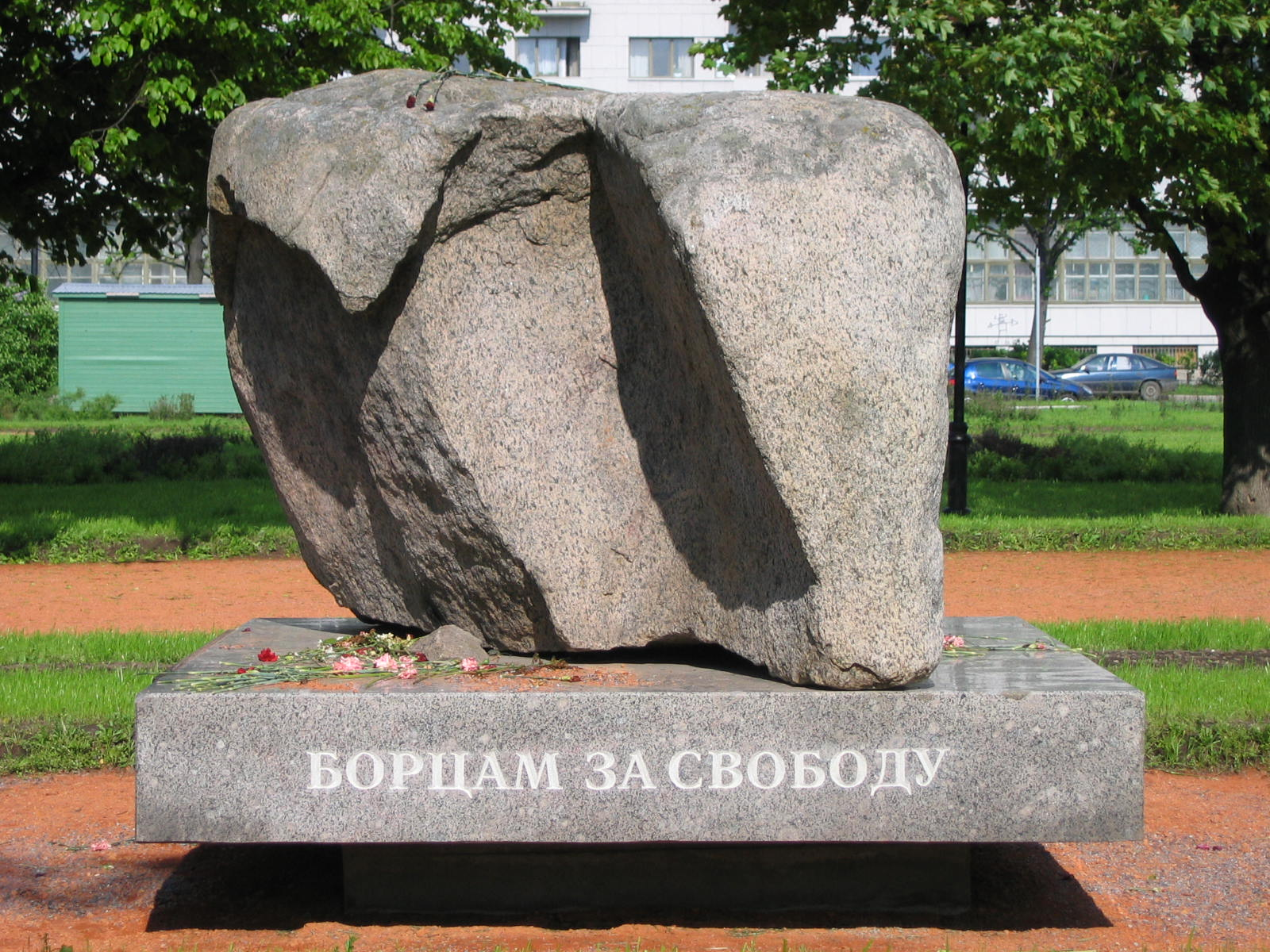
Głaz z gułagu sołowieckiego w Petersburgu pod którym zbiera się ludność w dniu 30 października.

Dzień Pamięci Ofiar Represji Politycznych (ros. День памяти жертв политических репрессий) – święto obchodzone corocznie 30 października w Rosji (od 1991 roku) ku czci osób zamordowanych, więzionych i prześladowanych z powodów politycznych w czasach ZSRR.
Po raz pierwszy Dzień Więźniów Politycznych obchodzono 30 października 1974 roku z inicjatywy dysydenta Kronida Lubarskiego (zm. 1996) i innych byłych więźniów z Mordowii i obozów w Permie. Przez prawie 20 lat pamięć swoich bliskich zamordowanych w więzieniach NKWD i KGB czcili sami więźniowie polityczni organizując protesty głodowe i strajki. Od 1987 odbywały się demonstracje m.in. w Moskwie, Leningradzie, Lwowie czy Tbilisi. 30 października 1989 około 3000 osób ze świecami w rękach, tworząc ludzki łańcuch wokół budynku KGB w Moskwie, wyszło na Plac Puszkina. Zgromadzenie zostało rozproszone przez OMON.
Oficjalny Dzień Pamięci Ofiar Represji Politycznych zainicjowało stowarzyszenie „Memoriał” powstałe 29 stycznia 1989 roku w Moskwie.

## Tradycyjne miejsce spotkań i żałoby
- Moskwa – w tym dniu składane są kwiaty i zapalane znicze obok Kamienia Sołowieckiego. Głaz został przywieziony z Wysp Sołowieckich, gdzie w latach 20. XX wieku założono pierwszy w Związku Radzieckim obóz dla więźniów politycznych.
- Petersburg – cmentarz ofiar sowieckich Lewaszowo, Kamień Sołowiecki przy placu Troickim,
- Jekaterynburg (dawn. Swierdłowsk) – miejsce mordu represjonowanych odkryte w 1996 roku na 12. kilometrze Traktu Moskiewskiego,
- Samara – park im. Jurija Gagarina, gdzie odkryto przy pracach ziemnych masowy grób,
- Tomsk – plac z kamieniem obok dawnego budynku NKWD upamiętniające śmierć ok. 20 000 obywateli miasta represjonowanych w okresie stalinizmu,
- Tiumeń – dziedziniec dawnego budynku NKWD na ulicy Semakowa 18, na którym wykonywano masowe egzekucje przez rozstrzelanie. W 2001 umieszczono tablicę pamiątkową z napisem:

(ros.) Здесь в 1937—1938 годах проводились массовые расстрелы безвинных… Никогда больше.

(pol.) Tu w latach 1937–1938 przeprowadzane były masowe rozstrzelania niewinnych… Nigdy więcej.

- Penza – pomnik „Pokuta” przy ul. Moskiewskiej 86 wzniesiony w miejsce zniszczonej w czasach sowieckich cerkwi, poświęcony zamordowanym mieszkańcom.

30 października 2009 w swoim wystąpieniu na Dzień Pamięci Ofiar Represji Politycznych prezydent Rosji Dmitrij Miedwiediew wezwał aby nie usprawiedliwiać represji Stalina, których ofiarą padły miliony ludzi. Prezydent podkreślił, że pamięć o narodowych tragediach jest tak samo święta jak pamięć o zwycięstwie.